# Borisz Sztyepanovics Vinogradov
Borisz Sztyepanovics Vinogradov (oroszul: Борис Степанович Виноградов); (Volszk, 1891. március 25. vagy április 6. – Leningrád, 1958. július 10.) orosz zoológus, anatómus, paleontológus, ökológus és természettudós, aki a rágcsálók tanulmányozásában szerzett hírnevet. Zoológiai szakmunkákban nevének rövidítése: „Vinogradov”.

## Munkássága
Vinogradov 1918-ban végzett a Harkov Egyetemen; a tanára P. P. Szuskin volt. 1921-1958 között a Szovjet Tudományos Akadémia Állattani Intézetében dolgozott. 1934-ben az intézet szárazföldi emlősök részlegének az igazgatójává vált, ugyanebben az évben megkapta a biológiai tudományokban a doktori címet. 1939-ben a professzori címet is megkapta. Vinogradov létrehozta a leningrádi mammalógiai iskolát. A biológus és diákjai számos felfedezést és kísérletet végeztek a szárazföldi emlősök, főleg az ugróegérfélék (Dipodidae) terén. Az állat megjelenését szoros összefüggésbe hozta annak életmódjával és elterjedésével.
Munkássága elismeréséül Vinogradov megkapta a rangos Lenin-rendet és a Vörös Csillag érdemrendet.

## Borisz Sztyepanovics Vinogradov által alkotott és/vagy megnevezett taxonok
Az alábbi linkben megnézhető Borisz Sztyepanovics Vinogradov taxonjainak egy része.